# Ernst Pöhner
Ernst Pöhner (* 11. Januar 1870 in Hof an der Saale; † 11. April 1925 bei Feldkirchen) war ein deutscher Jurist, Polizeipräsident in München, Politiker und einer der Beteiligten am Hitler-Ludendorff-Putsch im Jahr 1923.

## Leben
Pöhner war Sohn des Hofer Stadtsekretärs und Kanzleivorstandes Johann Georg Pöhner und dessen Ehefrau Johanna Karolina Sophia Pöhner, geb. Kirchner. Er wuchs in Hof an der Saale auf und legte dort am Gymnasium im Jahr 1887 das Abitur ab. Anschließend studierte er an der Universität München Rechtswissenschaften, um die juristische Laufbahn im Königreich Bayern einzuschlagen. Nach verschiedenen Stationen (1897 Dritter Staatsanwalt in Amberg, 1898 Amtsrichter in Landshut, Zweiter 1899 Staatsanwalt in Nürnberg) war er ab 1904 Landgerichtsrat in München. Dort war er zudem Mitglied der Ortsgruppe des Alldeutschen Verbandes und schloss sich später auch der Thule-Gesellschaft an.
Im Jahr 1910 heiratete Pöhner Grete, geborene Thein, drei Jahre später wurde er Vater eines Sohnes.
Er nahm als Hauptmann der Reserve am Ersten Weltkrieg teil. 1915 wurde Pöhner zum Oberlandesgerichtsrat befördert und war nach dem Ersten Weltkrieg Leiter des Gefängnisses Stadelheim in München, bevor er am 3. Mai 1919 zum Polizeipräsidenten von München ernannt wurde. In dieser Eigenschaft deckte er die Aktivitäten des antisemitischen Geheimbundes Organisation Consul und schuf eine „politische Abteilung“, deren Leitung er Wilhelm Frick übertrug.
Während des Kapp-Putsches im März 1920 erzwang Pöhner zusammen mit dem Leiter der rechtsradikalen Einwohnerwehren Georg Escherich und dem General Arnold von Möhl in einer staatsstreichähnlichen Aktion den Rücktritt der sozialdemokratischen Landesregierung Hoffmann und sorgte für die Einsetzung der rechten bürgerlichen Regierung unter Gustav von Kahr. Pöhner opponierte offen gegen die Aufhebung des Ausnahmezustands in Bayern, was seine Beurlaubung nach sich zog. Am 28. September 1921 trat er als Polizeipräsident zurück und wurde im Oktober Rat am Obersten Landesgericht in München.
Pöhner kannte Adolf Hitler seit 1920. Im November des Jahres 1923 war er führend am Hitler-Ludendorff-Putsch beteiligt. Er sollte neuer bayerischer Ministerpräsident werden. Wahrscheinlich hatte er auch an dem Verfassungsentwurf mitgewirkt, den die Putschisten in Kraft setzen wollten. Als Angeklagter im Hitler-Prozess 1924 erklärte er, was ihm als Hochverrat vorgeworfen werde, bereits seit fünf Jahren betrieben zu haben. Wegen Hochverrats wurde er vom Münchner Volksgericht am 1. April 1924 zu fünf Jahren Festungshaft verurteilt, von denen er aber lediglich drei Monate verbüßte. Pöhner saß ab Januar 1925 in Landsberg in Festungshaft, aus der er am 31. März unter Bewährungsauflagen vorzeitig entlassen wurde.

### Tätigkeit als Landtagsabgeordneter und Tod
Noch während seiner Zeit als Häftling in Landsberg wurde Pöhner bei der Landtagswahl am 6. April 1924 als Kandidat für den Völkischen Block in Bayern, eine Ersatzorganisation für die verbotene NSDAP, in den bayerischen Landtag gewählt. Nachdem er dem Landtag knapp acht Monate als Abgeordneter für den Völkischen Block angehört hatte, trat er im Dezember 1924 zur DNVP über. Sein Sohn behauptete später, dass er daraufhin zahlreiche Drohbriefe aus völkischen Kreisen erhalten hätte, die ihn aufforderten, sein Mandat niederzulegen und ihm in Aussicht stellten, dass ihm etwas passieren könnte, wenn er das als völkischer Kandidat erhaltene Mandat weiterhin für die DNVP ausüben sollte.
Zur Jahreswende 1924/1925 kehrte Pöhner noch einmal kurzzeitig in die Haft zurück: Am 11. April 1925, drei Monate nach seiner zweiten Haftentlassung, verunglückte er bei einem ungeklärten Autounfall in der Nähe von Feldkirchen tödlich. Pöhners Mandat im Bayerischen Landtag wurde nach seinem Tod von dem nachrückenden Georg Zipfel übernommen.
Am 16. April 1925 wurde Pöhner auf dem Münchener Waldfriedhof beigesetzt. Hitler, der an diesem Tag verhindert war, sandte einen großen Kranz, den er von einem Vertrauensmann an Pöhners Grab niederlegen ließ. Eine historische Wegmarke war Pöhners Begräbnis auch, weil anlässlich dieses Ereignisses die SS erstmals öffentlich auftrat.
Am 18. November 1927 wurden Pöhners sterbliche Überreste exhumiert und anschließend im „Heldenhain“ von Burg Hoheneck (Ipsheim) beigesetzt. An der Trauerfeier dort mit 750 Teilnehmern nahmen neben dem Burgherren auch Hitler sowie der Münchner Verlagsbuchhändler Julius Friedrich Lehmann, der Zeitungsherausgeber Julius Streicher, Rudolf Heß und Joseph Goebbels teil.

### Nachwirken
Hitler lobte Pöhner und Frick in seinem Werk Mein Kampf als „die einzigen höheren Staatsbeamten, die schon damals den Mut besaßen, erst Deutsche und dann Beamte zu sein.“
In der Gemeinde Hof wurde in der Zeit des Nationalsozialismus eine Straße nach Pöhner benannt, die seit 1946 Friedrich-Naumann-Straße heißt.

## Archivarische Überlieferung
Eine Personalakte zu Pöhner als Polizeipräsident hat sich im Hauptstaatsarchiv in München erhalten (MInn 64683). Eine weitere, vierbändige, Akte mit Unterlagen über seine Laufbahn im Staatsdienst sowie mit Unterlagen und Presseberichten über seinen tödlichen Unfall und den Ermittlungen zu diesem Unfall befindet sich im Staatsarchiv in München (Polizeidirektion München Nr. 10128).